# Ганчо Кръстев
Ганчо Кръстев Симеонов е български политик от Българската комунистическа партия.

## Биография
Роден е 28 ноември 1928 г. в село Борисово. От 1944 е член на РМС, а от 1949 г. и на БКП. През 1952 г. завършва агрономство в Селскостопанския институт в София. На следващата година става заместник-директор по производството в Научноизследователски селскостопански институт в Генерал Тошево. В периода 1959 – 1964 г. е член на ОК на БКП в Добрич. Между 1964 и 1969 г. е секретар на ОК на БКП в Добрич. През 1969 – 1973 г. е първи секретар на ОК на БКП в Добрич. От 1971 до 1986 г. е член на ЦК на БКП. От 1978 г. е председател на АПК „Средец“ в София. Ганчо Кръстев е министър на земеделието и хранителната промишленост в периода 1973 – 1978. Умира на 16 януари 2012 г.